# Cratere Keul'
Keul'  è un cratere sulla superficie di Marte.